# Aleksandr Rozenberg
Aleksandr Nikołajewicz Rozenberg (ros. Александр Николаевич Розенберг; ur. 18 października 1967 w Ładyżynie w obwodzie winnickim) – naddniestrzański polityk, urzędnik państwowy i przedsiębiorca, w 2022 minister, premier Naddniestrza od 30 maja 2022.

## Życiorys
W 1986 ukończył technikum energetyczne w Dnestrovsc jako technik elektryk, następnie pracował jako elektryk w gospodarstwie rolnym i odbywał służbę wojskową. W latach 1988–1993 studiował inżynierię elektryczną w Instytucie Rolniczym im. Michaiła Frunze w Kiszyniowie. Od 1994 pracował jako specjalista i inspektor w publicznych przedsiębiorstwach energetycznych w nieuznawanym na arenie międzynarodowej Naddniestrzu. Od 2000 zatrudniony w naddniestrzańskiej administracji rządowej kolejno jako: specjalista nadzoru energetycznego w ministerstwie sprawiedliwości, kierownik urzędu ds. metrologii, standaryzacji i certyfikacji (od 2002 w randze wiceministra), inspektor ds. nadzoru nad zgodnością z prawem norm standaryzacyjnych i transportowych w resorcie przemysłu. W 2007 został zastępcą ministra ekonomii, odpowiedzialnym za budownictwo, transport, drogownictwo i usługi komunalne. Od 2009 do 2010 kierował przedsiębiorstwem transportowym, zaś od 2012 do 2022 kombinatem piekarniczym. Z dniem 20 stycznia 2022 powołany na stanowisko ministra rolnictwa i zasobów naturalnych w rządzie Aleksandra Martynowa (był nim do 29 maja). 26 maja 2022 po dymisji Martynowa został wskazany przez prezydenta Wadima Krasnosielskiego jako kandydat na nowego premiera. Został zaprzysiężony na tej funkcji 30 maja tegoż roku.
Jest żonaty, ma dwoje dzieci. Wyróżniany rządowymi i resortowymi odznaczeniami za pracę.